# Sergnano
Sergnano é uma comuna italiana da região da Lombardia, província de Cremona, com cerca de 3.049 habitantes. Estende-se por uma área de 12 km², tendo uma densidade populacional de 254 hab/km². Faz fronteira com Campagnola Cremasca, Capralba, Caravaggio (BG), Casale Cremasco-Vidolasco, Castel Gabbiano, Mozzanica (BG), Pianengo, Ricengo.

## Demografia
| Variação demográfica do município entre 1861 e 2011                               |
|                                                                                   |
| Fonte: Istituto Nazionale di Statistica (ISTAT) - Elaboração gráfica da Wikipedia |